# Neroassos
Neroassos (greco: Νῄροασσός, Νῶρα) fu un'importante fortezza della Cappadocia nell'attuale Turchia centro-meridionale, sul colle Gelim Tepe, e corrispondente al villaggio abbandonato di Nar.

## Storia
La fortezza, sita al confine tra i temi bizantini di Lykandos e Cappadocia, svolse in un importante ruolo difensivo contro le costanti scorrerie musulmane nell'area, fino a circa l'anno 1000. Del castello rimangono attualmente solo alcune scarne vestigia..